# Ulvsby härad
Ulvsby härad är ett före detta härad i dåvarande Åbo och Björneborgs län i Finland.
Ytan (landsareal) var 1910 3938,7 km²; häradet hade 31 december 1908 75.858 invånare med en befolkningstäthet av 19,3 inv/km².

## Landskommuner
- Björneborgs landskommun, finska: Porin maalaiskunta
- Eura
- Euraåminne, finska: Eurajoki
- Hinnerjoki
- Honkilaks, finska: Honkilahti
- Kiukais, finska: Kiukainen
- Kulla, finska: Kullaa
- Lappi
- Luvia
- Nakkila
- Norrmark, finska: Noormarkku
- Påmark, finska: Pomarkku
- Raumo landskommun, finska: Rauman maalaiskunta
- Sastmola, finska: Merikarvia
- Siikais, finska: Siikainen
- Ulvsby, finska: Ulvila
- Vittisbofjärd, finska: Ahlainen